# Groote Bladelinspolder
De Groote Bladelinspolder is een polder ten noordoosten van Sluis, behorend tot de Polders van Cadzand, Zuidzande en Nieuwvliet.
De Bladelinspolder werd ingedijkt in 1443 en was 119 ha groot. De polder is vernoemd naar de bedijker, Pieter Bladelin, een Brugse patriciër en staatsman binnen het Bourgondische Rijk. Het zuidelijk deel van de polder overstroomde tijdens de Stormvloed van 1532 en werd nadien herdijkt als een afzonderlijke polder: de Kleine Bladelinspolder. Het resterende deel, 93 ha groot, staat sindsdien bekend als de Groote Bladelinspolder.
De polder wordt omsloten door de Sluissedijk, de Provincialeweg, de Oude Zeedijk en het Pompedijkje. De boerderijen Oude Tol en Slikkenburg liggen in de polder.